# Oscar I:s statsråd
Oscar I:s  statsråd var Sveriges regering under Oscar I:s regeringstid, 8 mars 1844–8 juli 1859. Kungen var regeringschef.

## Statsråd
| Justitiestatsminister |  | Lars Herman Gyllenhaal          | 8 mars 1844       | 28 december 1844  | Oberoende konservativ |
| Justitiestatsminister |  | Johan Nordenfalk                | 28 december 1844  | 9 mars 1846       | Partilös              |
| Justitiestatsminister |  | Arvid Mauritz Posse             | 23 mars 1846      | 10 april 1848     | Oberoende liberal     |
| Justitiestatsminister |  | Gustaf Sparre                   | 10 april 1848     | 25 september 1856 | Oberoende konservativ |
| Justitiestatsminister |  | Claës Günther                   | 25 september 1856 | 7 april 1858      | Oberoende liberal     |
| Justitiestatsminister |  | Louis De Geer                   | 7 april 1858      | 8 juli 1859       | Oberoende liberal     |
| Utrikesstatsminister  |  | Albrecht Elof Ihre              | 8 mars 1844       | 10 april 1848     | Partilös              |
| Utrikesstatsminister  |  | Gustaf Algernon Stierneld       | 10 april 1848     | 8 september 1856  | Partilös              |
| Utrikesstatsminister  |  | Elias Lagerheim                 | 8 september 1856  | 16 mars 1858      | Partilös              |
| Utrikesstatsminister  |  | Ludvig Manderström              | 16 mars 1858      | 8 juli 1859       | Partilös              |
| Krigsminister         |  | Carl Lovisin                    | 8 mars 1844       | 18 maj 1844       | Partilös              |
| Krigsminister         |  | Gustaf Peyron den äldre         | 18 maj 1844       | 10 april 1848     | Partilös              |
| Krigsminister         |  | Carl Ludvig von Hohenhausen     | 10 april 1848     | 11 juni 1853      | Partilös              |
| Krigsminister         |  | Nils Gyldenstolpe               | 11 juni 1853      | 24 september 1858 | Partilös              |
| Krigsminister         |  | Magnus Björnstjerna             | 24 september 1858 | 8 juli 1859       | Partilös              |
| Sjöförsvarssminister  |  | Johan Lagerbielke               | 8 mars 1844       | 22 juni 1844      | Partilös              |
| Sjöförsvarssminister  |  | Carl August Gyllengranat        | 22 juni 1844      | 10 april 1848     | Partilös              |
| Sjöförsvarssminister  |  | Johan Fredric Ehrenstam         | 10 april 1848     | 27 april 1849     | Partilös              |
| Sjöförsvarssminister  |  | Baltzar von Platen              | 27 april 1849     | 8 april 1852      | Oberoende liberal     |
| Sjöförsvarssminister  |  | Carl Ulner                      | 8 april 1852      | 30 december 1857  | Partilös              |
| Sjöförsvarssminister  |  | Carl Magnus Ehnemark            | 30 december 1857  | 8 juli 1859       | Partilös              |
| Civilminister         |  | Olof Fåhraeus                   | 8 mars 1844       | 23 september 1847 | Partilös              |
| Civilminister         |  | Johan Fredrik Fåhraeus          | 23 september 1847 | 16 december 1856  | Partilös              |
| Civilminister         |  | Ludvig Teodor Almqvist          | 16 december 1856  | 8 juli 1859       | Partilös              |
| Finansminister        |  | Sven Munthe                     | 8 mars 1844       | 10 april 1848     | Partilös              |
| Finansminister        |  | Anders Peter Sandströmer        | 10 april 1848     | 7 januari 1851    | Partilös              |
| Finansminister        |  | Johan August Gripenstedt        | 10 januari 1851   | 21 oktober 1851   | Oberoende liberal     |
| Finansminister        |  | Otto Palmstierna                | 21 oktober 1851   | 28 maj 1856       | Oberoende konservativ |
| Finansminister        |  | Johan August Gripenstedt        | 28 maj 1856       | 8 juli 1859       | Oberoende liberal     |
| Ecklesiastikminister  |  | Christopher Isac Heurlin        | 8 mars 1844       | 18 maj 1844       | Oberoende liberal     |
| Ecklesiastikminister  |  | Fredrik Otto Silfverstolpe      | 18 maj 1844       | 10 april 1848     | Partilös              |
| Ecklesiastikminister  |  | Paulus Genberg                  | 10 april 1848     | 3 april 1852      | Partilös              |
| Ecklesiastikminister  |  | Henrik Reuterdahl               | 3 april 1852      | 9 mars 1855       | Oberoende konservativ |
| Ecklesiastikminister  |  | Lars Anton Anjou                | 9 mars 1855       | 29 januari 1859   | Partilös              |
| Ecklesiastikminister  |  | Henning Hamilton                | 29 januari 1859   | 8 juli 1859       | Oberoende konservativ |
| Konsultativa statsråd |  |                                 |                   |                   |                       |
| Konsultativt statsråd |  | Samuel Grubbe                   | 8 mars 1844       | 1844              | Oberoende konservativ |
| Konsultativt statsråd |  | Johan Nordenfalk                | 18 maj 1844       | 28 december 1844  | Partilös              |
| Konsultativt statsråd |  | Arvid Gustaf Faxe               | 28 december 1844  | 10 april 1848     | Partilös              |
| Konsultativt statsråd |  | Nils Fredric Wallensteen        | 10 april 1848     | 8 juli 1859       | Partilös              |
| Konsultativt statsråd |  | Otto Wilhelm Staël von Holstein | 8 mars 1844       | 10 april 1848     | Partilös              |
| Konsultativt statsråd |  | Claës Günther                   | 10 april 1848     | 1851              | Oberoende liberal     |
| Konsultativt statsråd |  | Carl Göran Mörner               | 1851              | 27 april 1858     | Partilös              |
| Konsultativt statsråd |  | Henning Hamilton                | 27 april 1858     | 29 januari 1859   | Oberoende konservativ |
| Konsultativt statsråd |  | Carl Johan Malmsten             | 29 januari 1859   | 8 juli 1859       | Partilös              |
| Konsultativt statsråd |  | Jonas Wærn                      | 8 mars 1844       | 10 april 1848     | Oberoende liberal     |
| Konsultativt statsråd |  | Johan August Gripenstedt        | 10 april 1848     | 28 maj 1856       | Oberoende liberal     |
| Konsultativt statsråd |  | Ludvig Teodor Almqvist          | 28 maj 1856       | 25 december 1856  | Partilös              |
| Konsultativt statsråd |  | Gustaf af Ugglas                | 25 december 1856  | 4 maj 1858        | Partilös              |
| Konsultativt statsråd |  | Gerhard Lagerstråle             | 4 maj 1858        | 8 juli 1859       | Partilös              |